# Jiří Čtyřoký
Jiří Čtyřoký (20. března 1911 – 2004) byl československý basketbalista, účastník olympijských her 1936, Mistrovství Evropy 1935 a mistr Československa 1940.
V basketbalové lize hrál za kluby Strakova akademie a AC Sparta Praha. Byl jedenkrát mistrem republiky, dvakrát vicemistrem a má čtyři třetí místa.
Československo reprezentoval na Olympijských hrách 1936 v Berlíně a na prvním Mistrovství Evropy v basketbale 1935 v Ženevě (3. místo). Za reprezentační družstvo Československa v letech 1933-1937 hrál celkem 14 zápasů. 

## Sportovní kariéra

### Hráč klubů
- 1931-1939 Strakova akademie - 2x 2. místo (1933, 1938), 2x 3. místo (1932, 1939)
- 1939-1943 AC Sparta Praha - 1. místo (1940), 2x 3. místo (1941, 1942), 6. místo (1943)

### Československo
- Olympijské hry 1936 Berlín, 3. kolo, 9. místo
- Mistrovství Evropy 1937 Ženeva (3. místo)